# 友利正
友利 正（ともり ただし、1959年12月28日 - ）は、日本の元プロボクサー。沖縄県那覇市出身。元WBC世界ライトフライ級王者。トレーナーはデビュー当初は三迫将弘、世界戦の直前からエディ・タウンゼント。

## 来歴
私立沖縄高校（現、沖縄尚学高校）3年時に1977年度全日本高校モスキート級チャンピオンとなった。
1978年5月25日、18歳で三迫ジムからプロデビュー。デビューから7連勝（1KO）を飾ると、翌1979年の全日本ライトフライ級新人王を獲得した。
いつしか「具志堅二世」と呼ばれるようになり当然、世界への道も順調に歩むものだと思われた。しかし、世界戦へ挑んだ時の友利は勝ったり負けたりを繰り返す中堅ボクサーになっていたのである（精神面を鍛え直すため、会長三迫仁志が知り合いの僧侶のいる寺院に預けたこともあった）。
1982年4月13日、後楽園ホールでのアマド・ウルスア（メキシコ）の初防衛戦の相手として世界戦が実現。右ブローが序盤から抜群の切れ味を見せ、中盤までをほぼ完璧に支配した。終盤になって王者の強打が猛威を振るい始めたが、中盤までの貯金を守りきって2-0の判定勝ちを収め世界王座を獲得した。
1982年7月20日、石川県産業展示館での初防衛戦で「軟体動物」と形容される指名挑戦者イラリオ・サパタ（パナマ）に1-2の小差判定負けで陥落。同年11月30日の蔵前国技館でのリマッチでは自身が指名挑戦者として挑んだが、8回1分59秒TKO負けを喫し、引退を表明した。このときまだ22歳であった。
引退後に横浜市内でブティック経営、1995年の白井・具志堅スポーツジム開設と同時にトレーナーに就任。一時退任していたが2011年より復帰している。
2020年4月24日白井・具志堅スポーツジムを退職したとツイッターで報告

## エピソード
- 山口圭司は国際ボクシングスポーツジム入りが決まり掛けていたが、自身と同じ全日本高校王者から18歳でプロボクサーとなった具志堅や友利の勧めで自身が憧れている井岡弘樹が所属していたグリーンツダボクシングクラブに入門した。

## 獲得タイトル
- 第2代日本ライトフライ級王座（防衛1度）
- 第5代日本ライトフライ級王座（防衛1度）
- WBC世界ライトフライ級王座（防衛0度）